# San Jaime de la Frontera

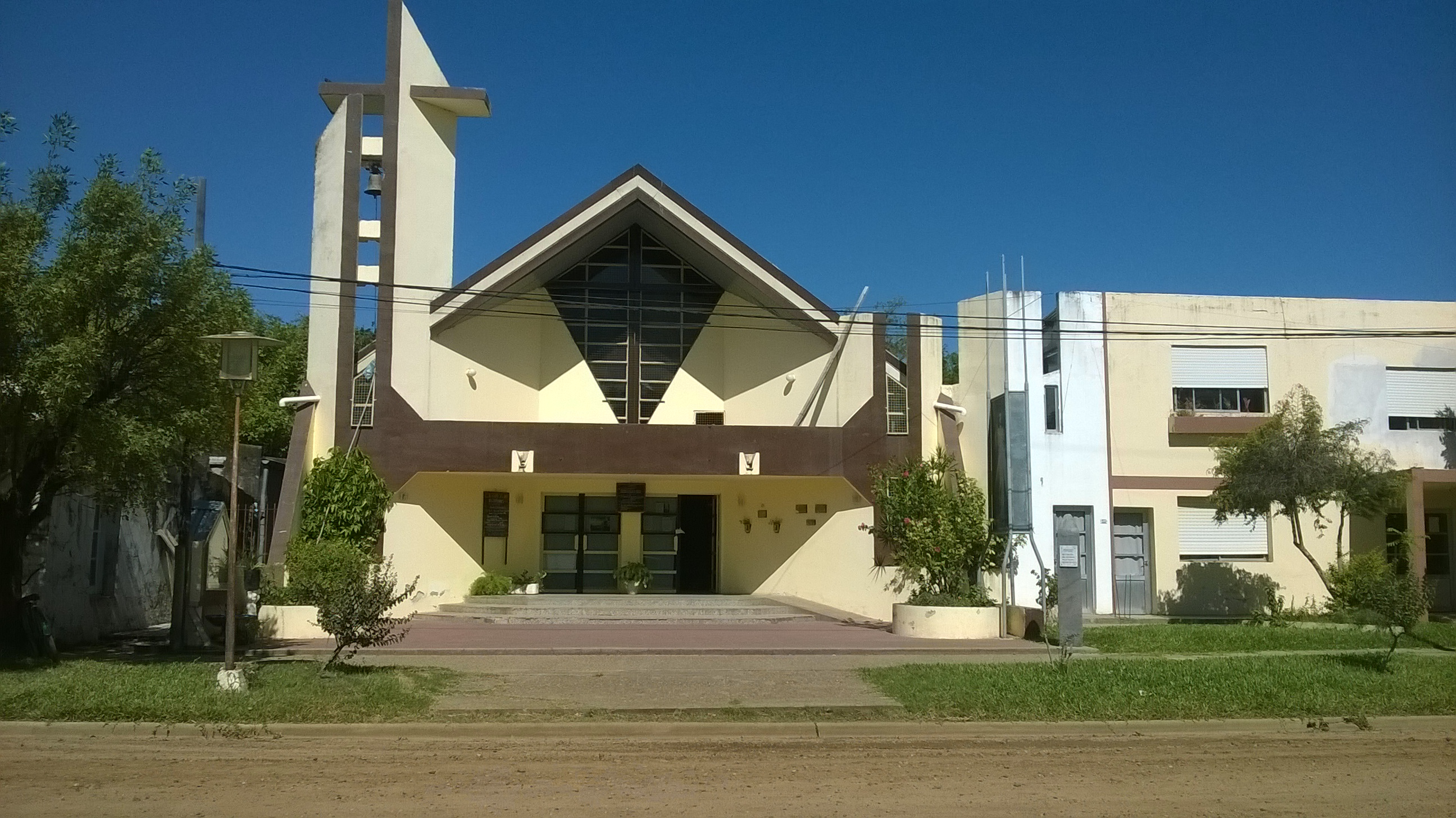
Paróquia Sagrado Coração de Jesus localizada no centro da cidade San Jaime de la Frontera é um município da província de Entre Ríos, na Argentina

San Jaime de la Frontera é um município da província de Entre Ríos, na Argentina.

## História
1. ↑  «Base de municípios» (PDF). Governo da Argentina. 2010. Consultado em 8 de setembro de 2019

Os habitantes primitivos estavam agrupados em colônias onde a maioria falava a mesma língua, tinha as mesmas crenças e podia educar seus filhos de acordo com seus costumes. Eles também se ajudaram mutuamente no trabalho agrícola.
Outras aldeias cresceram por causa das necessidades daqueles que trabalhavam nos campos, por exemplo, perto de uma estrada havia uma loja geral, onde eles podiam comprar tudo o que precisavam, inclusive produtos feitos na área, alimentos, coisas que não produziam, etc. Uma capela ou igreja foi construída ali para os serviços religiosos, uma escola foi construída, um correio foi instalado, casas foram construídas para aqueles que lá trabalhavam, e assim a nova cidade cresceu: San Jaime de la Frontera.
Esta cidade não tem data de fundação, os primeiros colonos do que hoje é San Jaime chegaram da província de Corrientes por volta de 1800 aproximadamente, onde construíram suas cabanas de adobe e palha, trazendo seus costumes crioulos. Aos poucos, uruguaios, franceses, espanhóis, belgas, bascos, alemães e italianos foram se somando para colonizar a região. Por decreto governamental, foram criadas as Colônias Oficiais  N.º 9 y N.º 10 y luego Colonia Tunas.
Foi reafirmada como uma cidade com um layout definitivo em 1935, quando toda uma população já estava no lugar com a ferrovia. A vila tinha vários nomes antes de chegar ao atual, chamava-se Fronteras; a estação ferroviária, por outro lado, chamava-se San Jaime. Mais tarde, a pedido da viúva de Arruabarrena, que pediu o layout definitivo do vilarejo em 1935, recebeu o nome de Juan B. Arruabarrena, com a estação ferroviária mantendo seu nome anterior. Em 1965, a pedido dos vizinhos, o então governador Cotín Benjamín Stubrín também deu à cidade o nome de San Jaime. Em 27 de novembro de 1967, foi criado o município da segunda categoria, e o nome atual foi dado pela união dos dois primeiros San Jaime de la Frontera.
Em 1982, San Jaime de la Frontera tornou-se parte do departamento da Federación em sua totalidade, no distrito de Tatutí, até então sua área municipal era dividida entre os departamentos da Federación e San José de Feliciano (distrito de Basualdo).